# Haardstedengeld

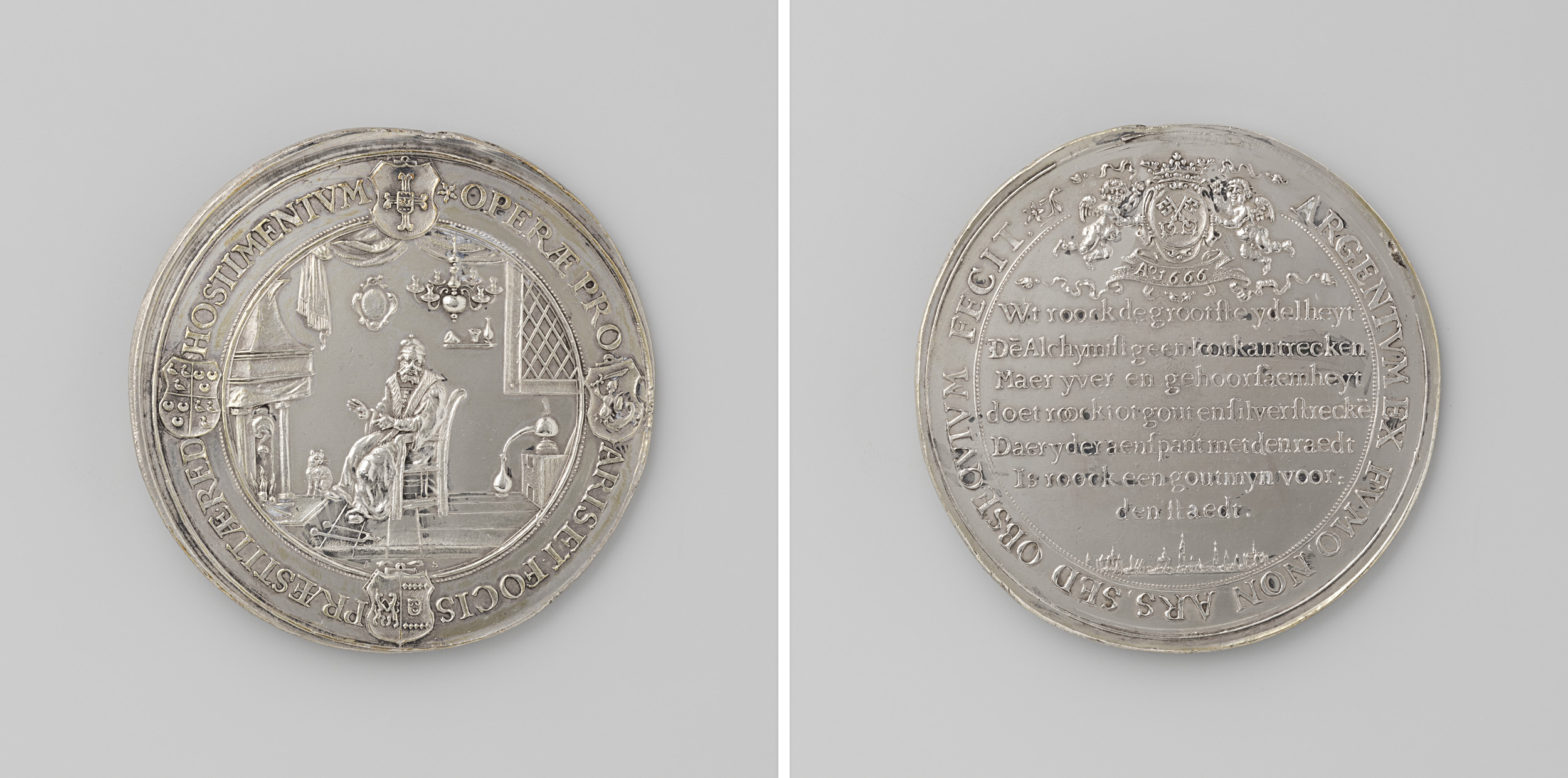
Invordering van het bijzonder haardstedengeld in Leiden ter financiering van de oorlog tegen Engeland (1666)

Het haardstedengeld (ook wel: schoorsteengeld of vuurstedengeld) was in Nederland in de 17e en 18e eeuw een belasting over haardsteden die kan worden gezien als een voorloper van de huidige onroerende-zaakbelasting (OZB). Ten behoeve van de inning werden lijsten van belastingplichtigen aangelegd, de haardstedenregisters.

## Drenthe
De Generaliteit Drenthe had al in 1606 geadviseerd om haardstedengeld in te voeren, maar de eerste heffing vond pas in 1672 plaats, in eerste instantie eenmalig vanwege de bekostiging van oorlogsinspanningen. Het haardstedengeld werd vanaf 1672 geheven op basis van het aantal paarden, en werd tot 1804 jaarlijks geïnd. Het aantal paarden waarmee de ingezetene de es op ging bepaalde of er heffingskorting werd verleend: zo betaalde een boer met vier paarden vier gulden, en een keuterboer een gulden.
Voor de ambachten was het tarief gelijk aan dat van een keuterboer, vermeerderd met een toeslag voor het ambacht. Een timmerman of smid betaalde zo twee gulden: een voor het keuterboertarief, en een voor zijn ambacht. Onvermogenden, zoals schippers en veenarbeiders, betaalden niet meer dan 10 stuivers. De armen die van aalmoezen leefden waren vrijgesteld.
In de oorlogsjaren 1703 - 1713 werd het dubbel haardstedengeld ingevoerd, en moesten de ingezetenen dus tweemaal hun tarief betalen. Vanaf 1742 werd alleen nog dubbel geheven.
In 1672 werden meer dan 4900 Drentse huishoudens aangeslagen, in 1804 bijna 8300.

## Veluwe
Op de Veluwe werd de inning van haardstedengeld door de Staten van Veluwe uitbesteed aan particulieren. De pachter moest bij de inwoners van het ambt de aanslag zowel vaststellen als innen. Om deze reden zijn van deze regio weinig registers bewaard gebleven: als de pachter zijn werk had gedaan was het bewaren van het register  niet meer nodig.

## Friesland
Het schoorsteengeld in Friesland ging in 1637 op in een nieuwe belasting: de vijf speciën. Ook het hoofdgeld, het hoorngeld, het paardengeld en het middel op de bezaaide landen werden in deze nieuwe belasting ondergebracht.